# Otto Heyer (Berghauptmann)
Johannes Hermann Otto Heyer (* 30. März 1880 in Duisburg-Ruhrort; † 13. April 1945 in Lüdenscheid) war ein deutscher Berghauptmann des Oberbergamtes Bonn.

## Leben
Nach dem Abitur am Gymnasium in Moers im Jahre 1899 studierte Otto Heyer an der Bergakademie in Berlin und war nach Ablegen der beiden Staatsprüfungen im Jahre 1910 als Bergassessor im Oberbergamtsbezirk Dortmund tätig. Nach Beschäftigungen als Hilfsarbeiter in verschiedenen Betrieben leistete er ab 1914 Kriegsdienst. Nach dem Krieg war er zunächst Bergmeister bei der Badeverwaltung in Bad Oeynhausen. Bevor er 1927 Bergrat im Bergrevier Dortmund wurde, war er Geschäftsführer der Erdölwerke Anna-Elsa in Oeynhausen. Am 15. August 1933 wurde er zum Berghauptmann des Oberbergamtes Bonn ernannt und blieb bis März 1945 in diesem Amt.
Heyer beantragte am 12. Juli 1937 die Aufnahme in die NSDAP und wurde rückwirkend zum 1. Mai desselben Jahres aufgenommen (Mitgliedsnummer 4.906.617).